# ムッシュシェクル
ムッシュシェクル（欧字名:Monsieur Siecle、1988年3月31日 - 不明）は、日本の競走馬、種牡馬。主な勝ち鞍に1993年のアルゼンチン共和国杯、1994年の日経新春杯、阪神大賞典。
全弟に、1993年の毎日杯を制したシクレノンシェリフがいる。

## 戦績
デビューは4歳（1991年）の6月と遅れた。4歳ではデビュー戦を含め4戦2勝をあげるが、故障（屈腱炎）のため1年以上の休養を挟み、復帰したのは6歳となった1993年であった。
復帰初戦の遠賀川特別（小倉競馬場・500万下）こそ2着に終わったが、筑前特別（500万下）・白鷺特別（阪神競馬場・900万下）と連勝。
準オープン（1500万下）の身ながら重賞初挑戦でいきなり天皇賞・春 (GI) に出走。
さすがにレコード勝ちのライスシャワーから2.5秒離された7着に終わったが、続いて出走した京阪杯 (GIII) では1番人気に支持され、2着。
その後は自己条件の1500万下特別を2戦するが勝てず。
ここまでの主戦騎手は松永幹夫であった。（筑前特別では内山正博が騎乗、他に武豊が3度騎乗したが2着2回で未勝利に終わった。）
騎手を藤田伸二に変更し、アルゼンチン共和国杯 (GII) に再び格上挑戦すると、10番人気ながらもエイシンテネシー（1番人気11着）、ホワイトストーン（3番人気・ブービーの16着）、シャコーグレイド（2番人気・最下位17着）といった人気馬が凡走する中、中団から差し切って重賞初勝利を収めた。
以後は全てのレースで藤田が騎手を務めることとなった。暮れの有馬記念にも推薦されたが、熱発で回避。
7歳（1994年）初戦にはGII・日経新春杯を選び、ここでも1番人気のマーベラスクラウンが4着と凡走する中、メジロパーマーに2馬身差をつけて重賞連勝。
さらに阪神大賞典 (GII) でもセンゴクシルバーを抑えてGII3連勝を飾り、天皇賞・春（阪神競馬場で開催）に駒を進めた。
ビワハヤヒデ、ナリタタイシンに次ぐ3番人気に支持されたが、レースも1着ビワハヤヒデ、2着ナリタタイシン、3着ムッシュシェクルという結果となった。
秋は調整が遅れ、スワンステークスから始動するがさすがに距離不足で13着。
連覇を狙ったアルゼンチン共和国杯も11着に終わり、有馬記念も7着に終わる。
8歳（1995年）緒戦に京都記念に出走。ワコーチカコの3着と復調気配が見えたが、再び故障。
小林稔調教師は1996年まで復帰にかけたが叶わず、そのまま引退した。

## 競走成績
以下の内容は、netkeiba.comおよびJBISサーチに基づく。
| 年月日     | 競馬場 | 競走名               | 格   | 距離（馬場）  | 頭 数 | 枠 番 | 馬 番 | オッズ（人気） | 着順 | タイム （上り3F/4F） | 着差 | 騎手     | 斤量 （kg） | 勝ち馬/（2着馬）     |
| ---------- | ------ | -------------------- | ---- | ------------- | ----- | ----- | ----- | -------------- | ---- | -------------------- | ---- | -------- | ----------- | -------------------- |
| 1991.06.02 | 京都   | 4歳未勝利            |      | 芝2000m（不） | 13    | 8     | 12    | 05.3（3人）    | 1着  | 2:07.3 (50.3)        | -0.3 | 松永幹夫 | 55          | （ユウキラッセル）   |
| 0000.06.23 | 中京   | あざみ賞             | 500  | 芝1800m（不） | 11    | 8     | 10    | 02.4（1人）    | 5着  | 1:53.3 (38.5)        | -0.3 | 武豊     | 55          | アルファプリンス     |
| 0000.07.07 | 中京   | 4歳500万下           |      | 芝2000m（良） | 14    | 7     | 11    | 03.6（1人）    | 2着  | 2:02.0 (36.5)        | -0.7 | 武豊     | 55          | ミュージアム         |
| 0000.10.19 | 京都   | 4歳上500万下         |      | 芝2400m（良） | 11    | 6     | 6     | 02.3（1人）    | 1着  | 2:26.9 (47.3)        | -0.7 | 松永幹夫 | 55          | （シゲルモンテ）     |
| 1993.02.21 | 小倉   | 遠賀川特別           | 500  | 芝2600m（良） | 11    | 5     | 5     | 04.2（2人）    | 2着  | 2:44.2 (36.6)        | -0.1 | 武豊     | 57          | アルゼンチンタンゴ   |
| 0000.03.06 | 小倉   | 筑前特別             | 500  | 芝2600m（不） | 8     | 3     | 3     | 01.3（1人）    | 1着  | 2:45.2 (37.7)        | -0.1 | 内山正博 | 57          | （ダイホンリュウ）   |
| 0000.03.28 | 阪神   | 白鷺特別             | 900  | 芝2500m（稍） | 11    | 6     | 7     | 01.7（1人）    | 1着  | 2:40.0 (50.5)        | -1.3 | 松永幹夫 | 57          | （カシノエタニティ） |
| 0000.04.25 | 京都   | 天皇賞（春）         | GI   | 芝3200m（良） | 15    | 3     | 4     | 28.9（7人）    | 7着  | 3:19.6 (38.8)        | -2.5 | 松永幹夫 | 58          | ライスシャワー       |
| 0000.05.15 | 京都   | 京阪杯               | GIII | 芝2000m（良） | 14    | 6     | 10    | 02.9（1人）    | 2着  | 2:01.1 (35.5)        | -0.2 | 松永幹夫 | 55          | ロンシャンボーイ     |
| 0000.06.12 | 阪神   | グリーンS            | 1500 | 芝2000m（良） | 9     | 1     | 1     | 01.5（1人）    | 4着  | 2:06.9 (38.4)        | -0.4 | 松永幹夫 | 57          | タマモモノノフ       |
| 0000.10.30 | 東京   | 白秋S                | 1500 | 芝2000m（稍） | 16    | 7     | 13    | 02.1（1人）    | 10着 | 2:03.3 (37.0)        | -1.2 | 武豊     | 56          | マリンパシフィック   |
| 0000.11.20 | 東京   | アルゼンチン共和国杯 | GII  | 芝2500m（良） | 17    | 3     | 6     | 15.3（10人）   | 1着  | 2:32.6 (36.4)        | -0.1 | 藤田伸二 | 55          | （センゴクシルバー） |
| 1994.01.23 | 阪神   | 日経新春杯           | GII  | 芝2500m（良） | 16    | 6     | 11    | 06.0（3人）    | 1着  | R 2:35.5 (37.0)      | -0.3 | 藤田伸二 | 55          | （メジロパーマー）   |
| 0000.03.13 | 中京   | 阪神大賞典           | GII  | 芝2800m（良） | 10    | 1     | 1     | 01.7（1人）    | 1着  | 2:55.2 (36.6)        | -0.1 | 藤田伸二 | 58          | （センゴクシルバー） |
| 0000.04.24 | 阪神   | 天皇賞（春）         | GI   | 芝3200m（稍） | 11    | 5     | 5     | 07.6（3人）    | 3着  | 3:23.2 (36.9)        | -0.6 | 藤田伸二 | 58          | ビワハヤヒデ         |
| 0000.10.29 | 阪神   | スワンS              | GII  | 芝1400m（良） | 18    | 1     | 1     | 43.4（9人）    | 13着 | 1:21.5 (35.5)        | -1.6 | 藤田伸二 | 58          | サクラバクシンオー   |
| 0000.11.19 | 東京   | アルゼンチン共和国杯 | GII  | 芝2500m（良） | 14    | 8     | 15    | 08.0（3人）    | 11着 | 2:33.2 (36.3)        | -1.9 | 藤田伸二 | 60          | マチカネアレグロ     |
| 0000.12.25 | 中山   | 有馬記念             | GI   | 芝2500m（良） | 13    | 8     | 14    | 56.4（12人）   | 7着  | 2:33.6 (35.4)        | -1.4 | 藤田伸二 | 56          | ナリタブライアン     |
| 1995.02.12 | 京都   | 京都記念             | GII  | 芝2200m（良） | 8     | 4     | 4     | 08.1（5人）    | 3着  | 2:12.0 (34.3)        | -0.2 | 藤田伸二 | 58          | ワコーチカコ         |

## 引退後
引退後、1997年より種牡馬となったが、種付け頭数に恵まれなかったこともあり中央のレースに出走した産駒は通算わずか5頭であり、いずれもすべて本馬の馬主である藤立啓一が所有した牝馬の産駒で、うち3頭は藤立が所有して出走したが全頭が未勝利に終わる。1999年9月9日で用途変更となった。その後、北海道門別町の名馬のふるさとステーションで繋養されていたが、2003年11月に経営難から同施設が閉鎖されたことから、グルメフロンティア、タヤスケーポイント、ツルマルガイセンとともに千葉県富里市のオリンピッククラブに移動した。

## 血統表
| ムッシュシェクルの血統                     | ムッシュシェクルの血統                           | ムッシュシェクルの血統                 | （血統表の出典）                       | （血統表の出典） |
| 父系                                       | ロベルト系                                       | ロベルト系                             | ロベルト系                             | [ § 2 ]          |
| 父 *リアルシャダイ Real Shadai 1979 黒鹿毛 | 父の父Roberto 1969 鹿毛                          | Hail to Reason                         | Turn-to                                | Turn-to          |
| 父 *リアルシャダイ Real Shadai 1979 黒鹿毛 | 父の父Roberto 1969 鹿毛                          | Hail to Reason                         | Nothirdchance                          |                  |
| 父 *リアルシャダイ Real Shadai 1979 黒鹿毛 | 父の父Roberto 1969 鹿毛                          | Bramalea                               | Nashua                                 | Nashua           |
| 父 *リアルシャダイ Real Shadai 1979 黒鹿毛 | 父の父Roberto 1969 鹿毛                          | Bramalea                               | Rarelea                                |                  |
| 父 *リアルシャダイ Real Shadai 1979 黒鹿毛 | 父の母Desert Vixen 1970 黒鹿毛                   | In Reality                             | Intentionally                          | Intentionally    |
| 父 *リアルシャダイ Real Shadai 1979 黒鹿毛 | 父の母Desert Vixen 1970 黒鹿毛                   | In Reality                             | My Dear Girl                           |                  |
| 父 *リアルシャダイ Real Shadai 1979 黒鹿毛 | 父の母Desert Vixen 1970 黒鹿毛                   | Deset Trial                            | Moslem Chief                           | Moslem Chief     |
| 父 *リアルシャダイ Real Shadai 1979 黒鹿毛 | 父の母Desert Vixen 1970 黒鹿毛                   | Deset Trial                            | Scotch Verdict                         |                  |
| 母 ダイナシュガー 1981 鹿毛                | 母の父*ノーザンテースト Northern Taste 1971 栗毛 | Northern Dancer                        | Nearctic                               | Nearctic         |
| 母 ダイナシュガー 1981 鹿毛                | 母の父*ノーザンテースト Northern Taste 1971 栗毛 | Northern Dancer                        | Natalma                                |                  |
| 母 ダイナシュガー 1981 鹿毛                | 母の父*ノーザンテースト Northern Taste 1971 栗毛 | Lady Victoria                          | Victoria Park                          | Victoria Park    |
| 母 ダイナシュガー 1981 鹿毛                | 母の父*ノーザンテースト Northern Taste 1971 栗毛 | Lady Victoria                          | Lady Angela                            |                  |
| 母 ダイナシュガー 1981 鹿毛                | 母の母サンドラターフ 1974 鹿毛                   | *ヒッティングアウェー Hitthing Away    | Ambiorix                               | Ambiorix         |
| 母 ダイナシュガー 1981 鹿毛                | 母の母サンドラターフ 1974 鹿毛                   | *ヒッティングアウェー Hitthing Away    | Striking                               |                  |
| 母 ダイナシュガー 1981 鹿毛                | 母の母サンドラターフ 1974 鹿毛                   | *ロイヤルレジナ Royal Regina           | Fleet Nasrullah                        | Fleet Nasrullah  |
| 母 ダイナシュガー 1981 鹿毛                | 母の母サンドラターフ 1974 鹿毛                   | *ロイヤルレジナ Royal Regina           | Fine Gatch                             |                  |
| 母系(F-No.)                                | 3号族(FN:3-d)                                    | 3号族(FN:3-d)                          | 3号族(FN:3-d)                          | [ § 3 ]          |
| 5代内の近親交配                            | Nasrullah 5×5、Lady Angela 4･5（母内）           | Nasrullah 5×5、Lady Angela 4･5（母内） | Nasrullah 5×5、Lady Angela 4･5（母内） | [ § 4 ]          |
| 出典                                       | 1. 2. 3. 4.                                      | 1. 2. 3. 4.                            | 1. 2. 3. 4.                            | 1. 2. 3. 4.      |

- 母ダイナシュガーは関屋記念 (GIII) 2着、牝馬東京タイムズ杯 (GIII) 3着[8]。
- 全弟シクレノンシェリフ（1990年生）は毎日杯 (GIII) 勝ち、皐月賞 (GI) 3着[8]。
- 近親にデモリションマン（新潟ジャンプステークス）[8]。